# 東海自然歩道

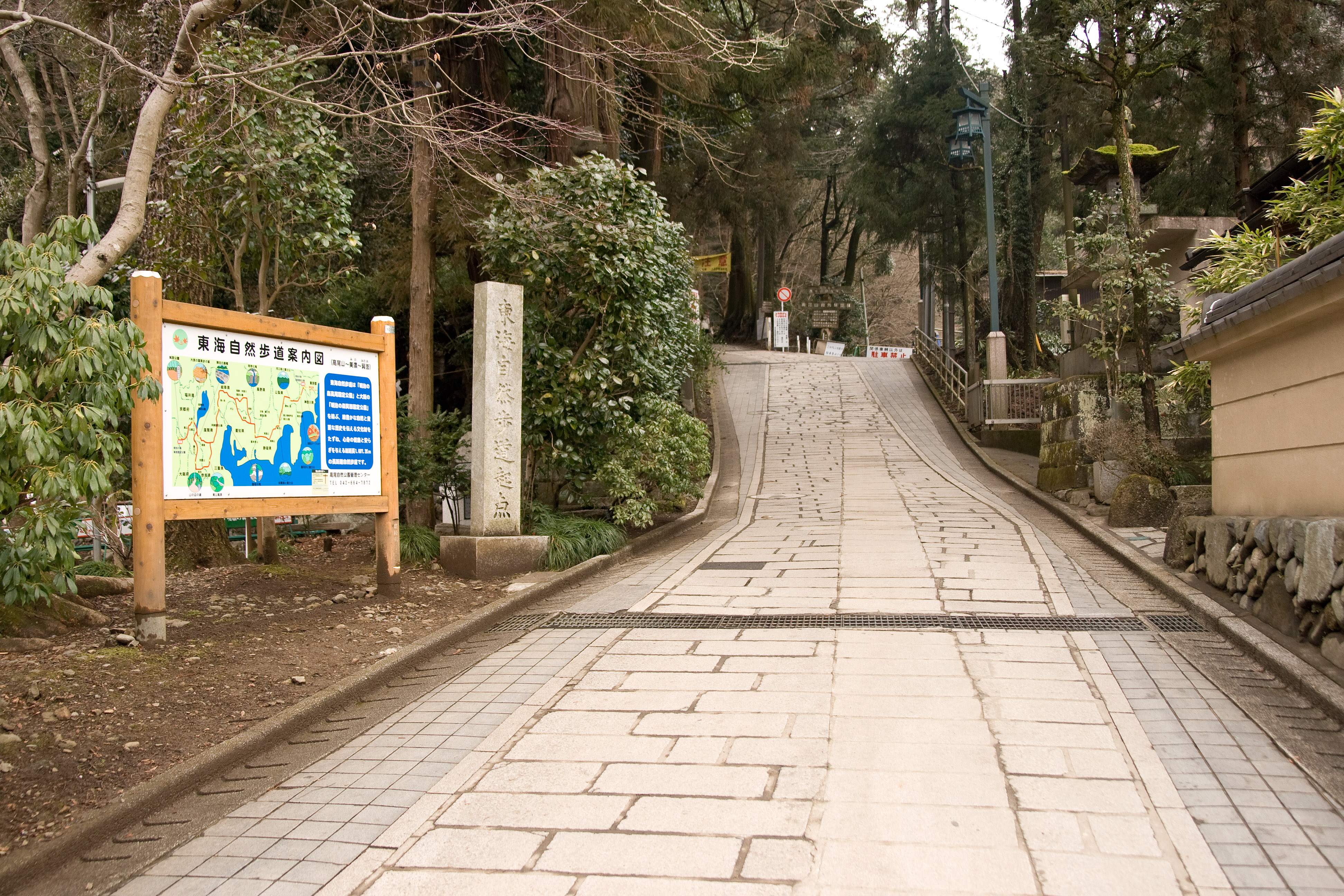
東海自然歩道の起点（東京都八王子市）

東海自然歩道（とうかいしぜんほどう）は、東京都八王子市高尾の「明治の森高尾国定公園」から大阪府箕面市箕面の「明治の森箕面国定公園」までの11都府県約90市町村にまたがる長さ1,697 kmの長距離自然歩道である。
自然遊歩道は、いくつも点在する関係自然公園のなかを通過しており、起点にある明治の森高尾国定公園や、終点にある明治の森箕面国定公園のほか沿線には、富士箱根伊豆国立公園（神奈川・山梨・静岡県）、丹沢大山国定公園（神奈川県）、天竜奥三河国定公園（長野・静岡・愛知県）、揖斐関ヶ原養老国定公園（岐阜県）、飛騨木曽川国定公園（岐阜・愛知県）、愛知高原国定公園（愛知県）、鈴鹿国定公園（滋賀・三重県）、室生赤目青山国定公園（三重・奈良県）、大和青垣国定公園（奈良県）、琵琶湖国定公園（滋賀県）がある。

## 歴史

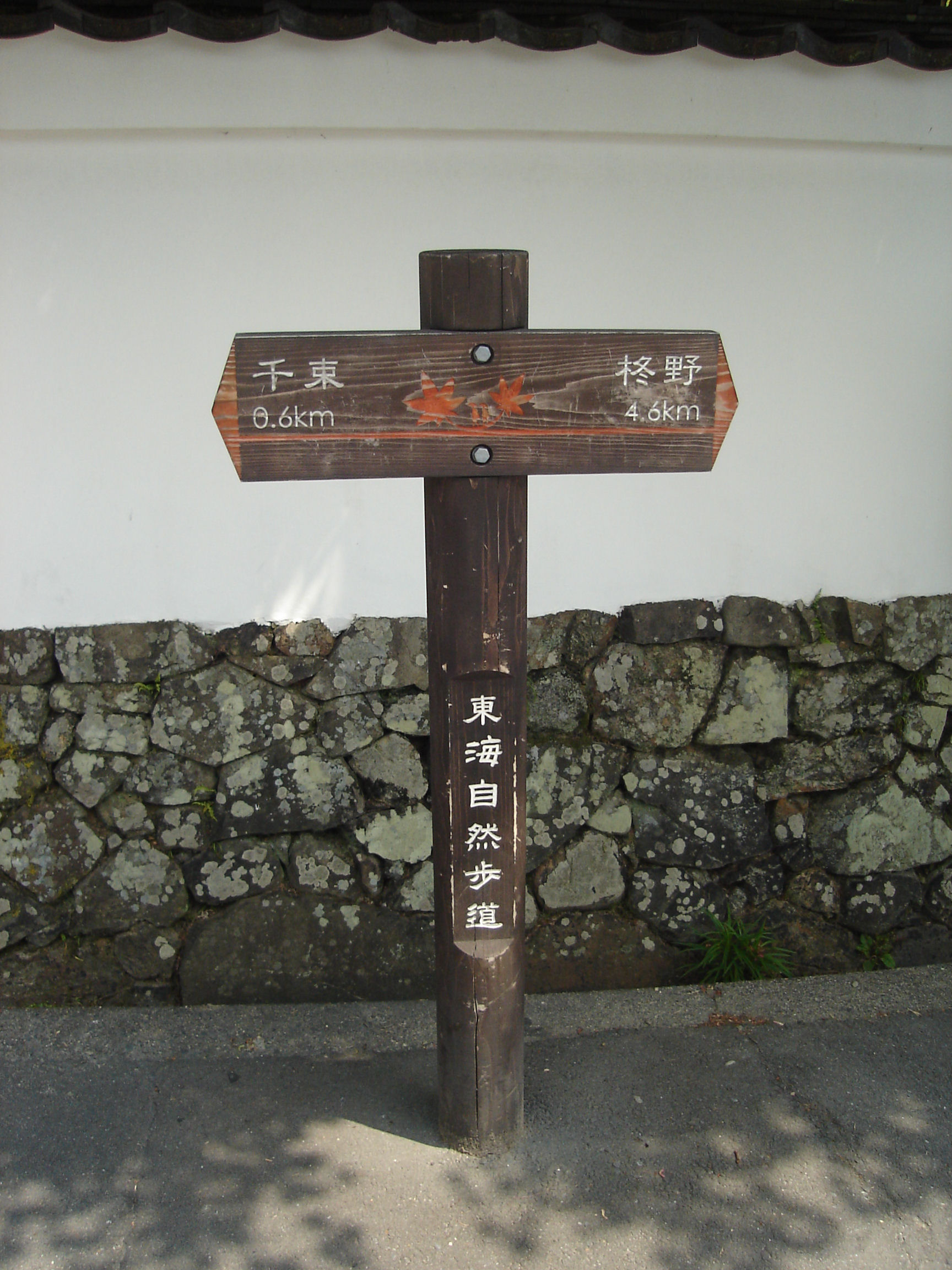
整備された道標

1969年（昭和44年）、厚生省（後に担当部局は環境省に継承）が長距離自然歩道を作る事を提案し、1970年（昭和45年）から関係自治体の協力のもとに整備が始められ、1974年（昭和49年）7月に完成した。

## 経緯
東海自然歩道の構想は、1969年（昭和44年）の年頭において厚生省の施策として発表された。
各地方のインフラ整備や都市の過密化が急激に進められ、四大公害病等の高度経済成長の影の面が顕在化し始めた当時、憩いの場としての自然を見直そうというこの構想は、国民から絶大な支持を得て、以後これに倣って数々の自然歩道が整備された。
東海自然歩道の企画と実現には、当時の厚生省国立公園部（後の環境庁国立公園局。更に後の環境省国立公園課）に在籍していた大井道夫の尽力によるところが大きい。
厚生省時代から国立公園に携わり、環境庁設立と共に入庁した大井は、アメリカのアパラチア山脈などで建設されていた自然歩道（アパラチアン・トレイル）をヒントに、日本初の自然歩道である東海自然歩道を企画し実現した。
この二つの国定公園を歩道で結ぶという企画を契機として、道中の高原や湿原、峡谷等が、次々と国定公園に指定された。
観光地でも僻地でもないが、自然の生態系が存在している区域を公園に指定したこの試みは、観光地としての意味あいが強かった国定公園に、保護林ネットワークとしての役割を持たせ、後の国定公園のあり方について示唆を与えることとなった。

## コース

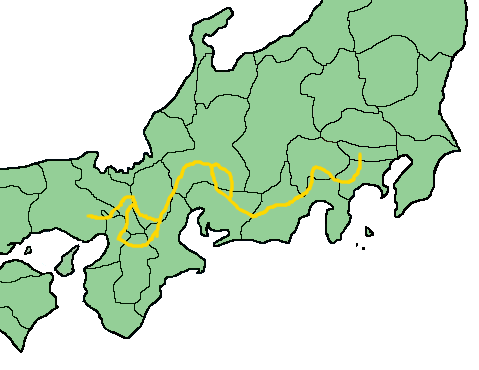
コースの概略図

国土地理院の2万5千分1の地形図上には、「東海自然歩道」の表記が要所になされている。

### 通過する自治体
- 東京都
  - 八王子市 -
- 神奈川県
  - 相模原市 - 足柄上郡山北町 -
- 山梨県
  - 南都留郡山中湖村 - 南都留郡忍野村 - 富士吉田市 - 南都留郡富士河口湖町 - 南都留郡鳴沢村 -
- 静岡県
  - 富士宮市 -
- 山梨県
  - 南巨摩郡南部町 -
- 静岡県
  - 静岡市（葵区） - 藤枝市 - 島田市 - 周智郡森町 - 浜松市（天竜区） -
  - 静岡県内は山間部を通るため、静岡県が指定している海寄りを通る経路もあり、バイパスルート・バイパスコースと呼ばれている。
- 愛知県
  - 新城市 - 北設楽郡設楽町 - 豊田市 - 瀬戸市 - 春日井市 -
- 岐阜県
  - 多治見市 -
- 愛知県
  - 小牧市 - 犬山市 -
- 岐阜県
  - 各務原市 - 岐阜市 - 山県市 - 本巣市 - 揖斐郡揖斐川町 - 揖斐郡池田町 - 不破郡垂井町 - 不破郡関ケ原町 - 大垣市 - 養老郡養老町 - 海津市 -
- 三重県
  - いなべ市 - 三重郡菰野町 - 四日市市 - 鈴鹿市 - 亀山市 -
- 滋賀県
  - 甲賀市 -
- 三重県
  - 亀山市 - 伊賀市 -
- 滋賀県
  - 甲賀市 - 大津市 -
- 京都府
  - 京都市（山科区） -
- 滋賀県
  - 大津市 -
- 京都府
  - 京都市（左京区-北区-右京区-西京区） -
- 大阪府
  - 高槻市 - 茨木市 - 箕面市

#### 恵那コース
- 愛知県
  - 豊田市 -
- 岐阜県
  - 恵那市 - 瑞浪市 - 可児郡御嵩町 - 可児市 -
- 愛知県
  - 犬山市

#### 山之辺コース
- 三重県

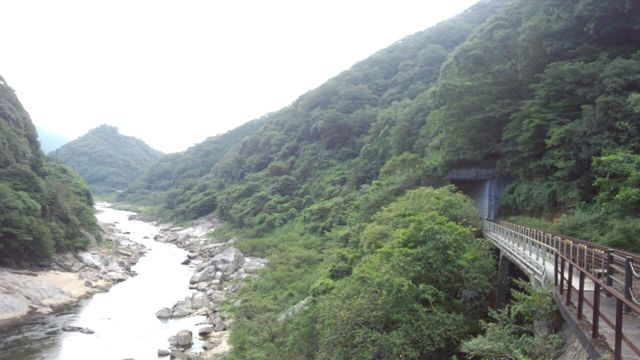
笠置町内の東海自然歩道山之辺の道コースと木津川(ここでは、写真右手の橋を行く)

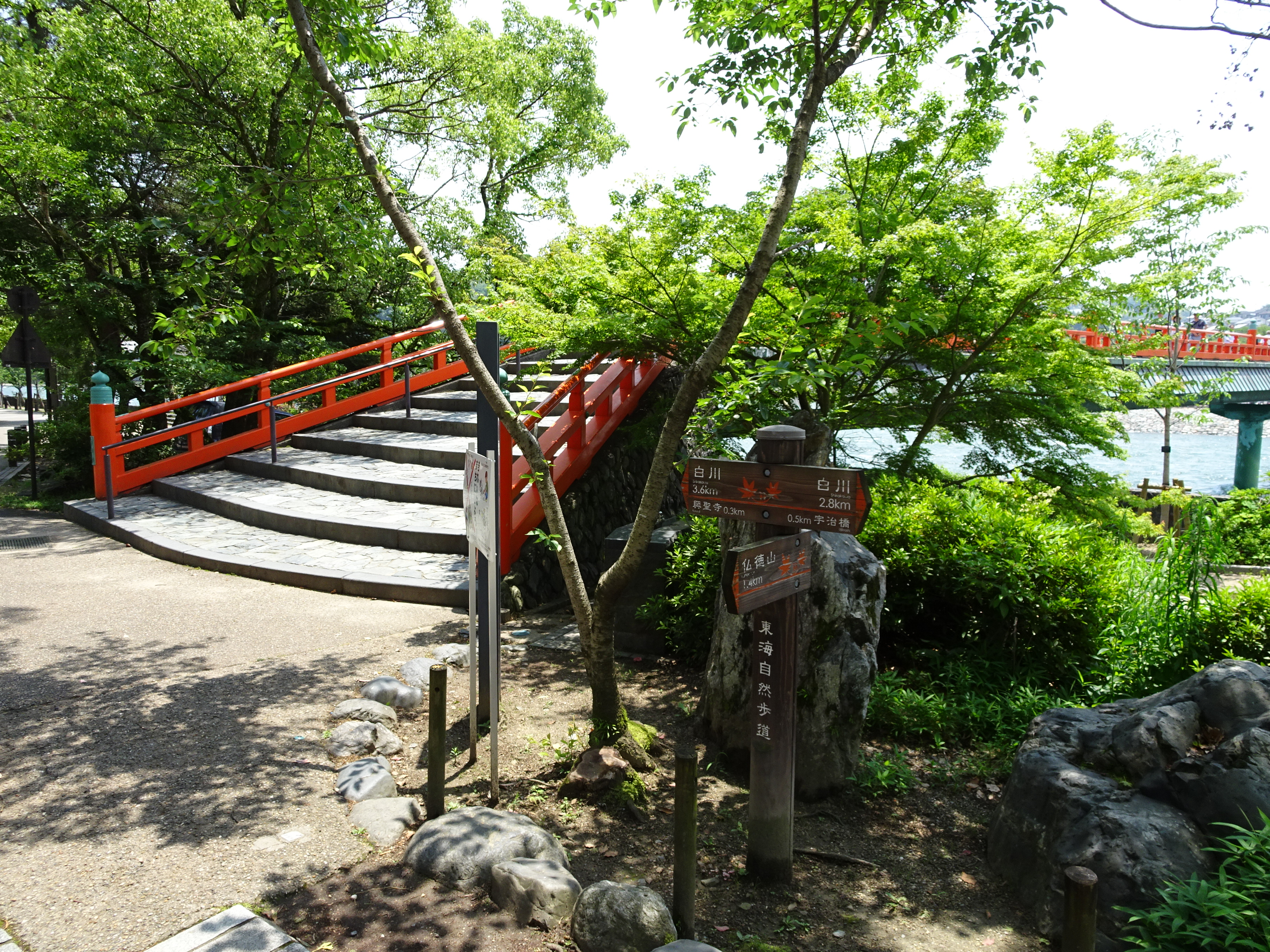
宇治市、宇治神社前

  - 伊賀市 - 津市 - 伊賀市 - 津市 -
- 奈良県
  - 宇陀郡曽爾村 - 宇陀市 - 桜井市 - 天理市 - 奈良市 -
- 京都府
  - 相楽郡笠置町 - 相楽郡南山城村 - 相楽郡和束町 - 綴喜郡宇治田原町 - 宇治市 -
- 滋賀県
  - 大津市

### 主な山
- 高尾山（東京都八王子市）
- 城山（東京都八王子市/神奈川県相模原市）
- 相模嵐山（神奈川県相模原市）
- 石老山（神奈川県相模原市）
- 石砂山（神奈川県相模原市）
- 焼山（神奈川県相模原市）
- 黍殻山（神奈川県相模原市）

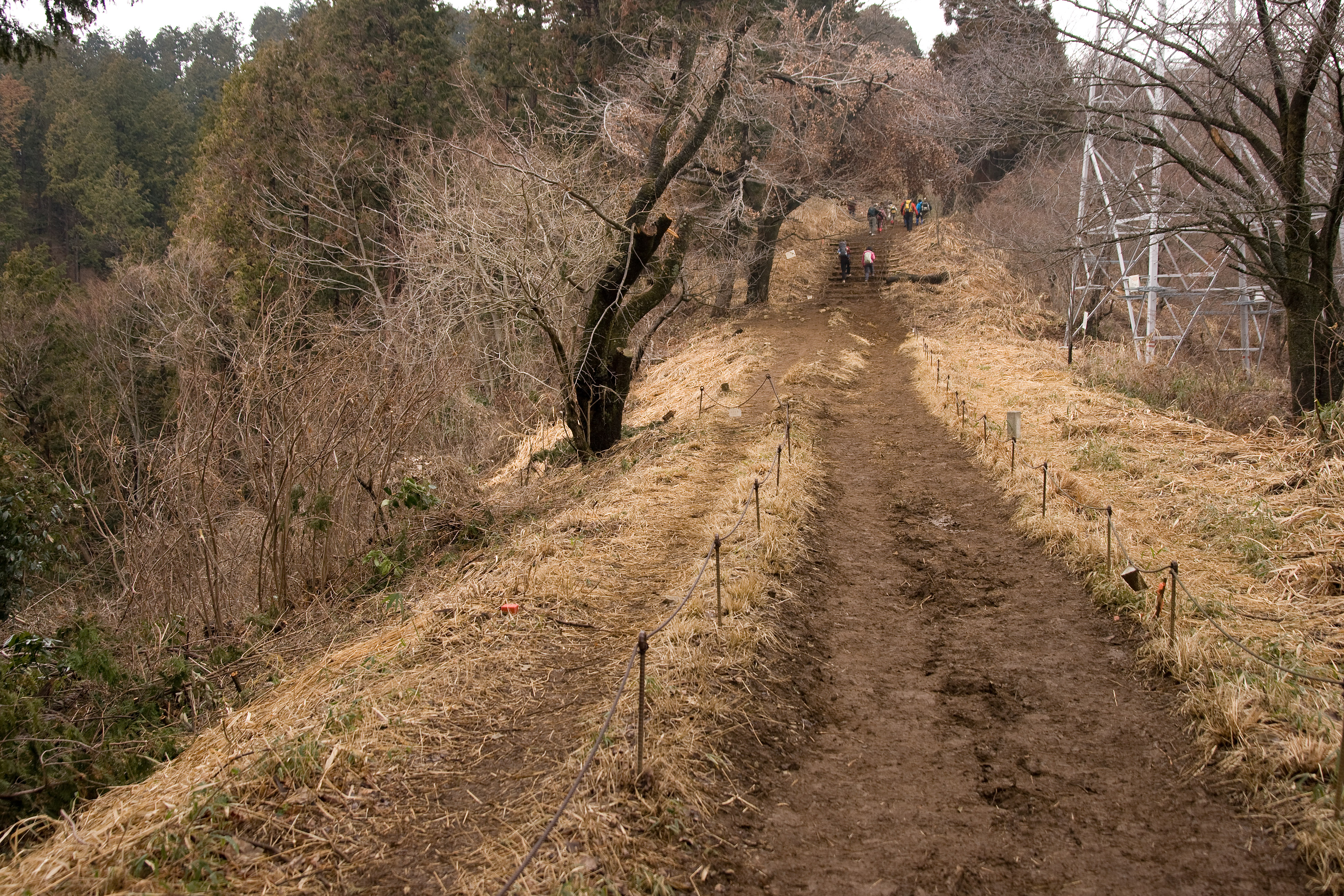
高尾山～城山の登山道

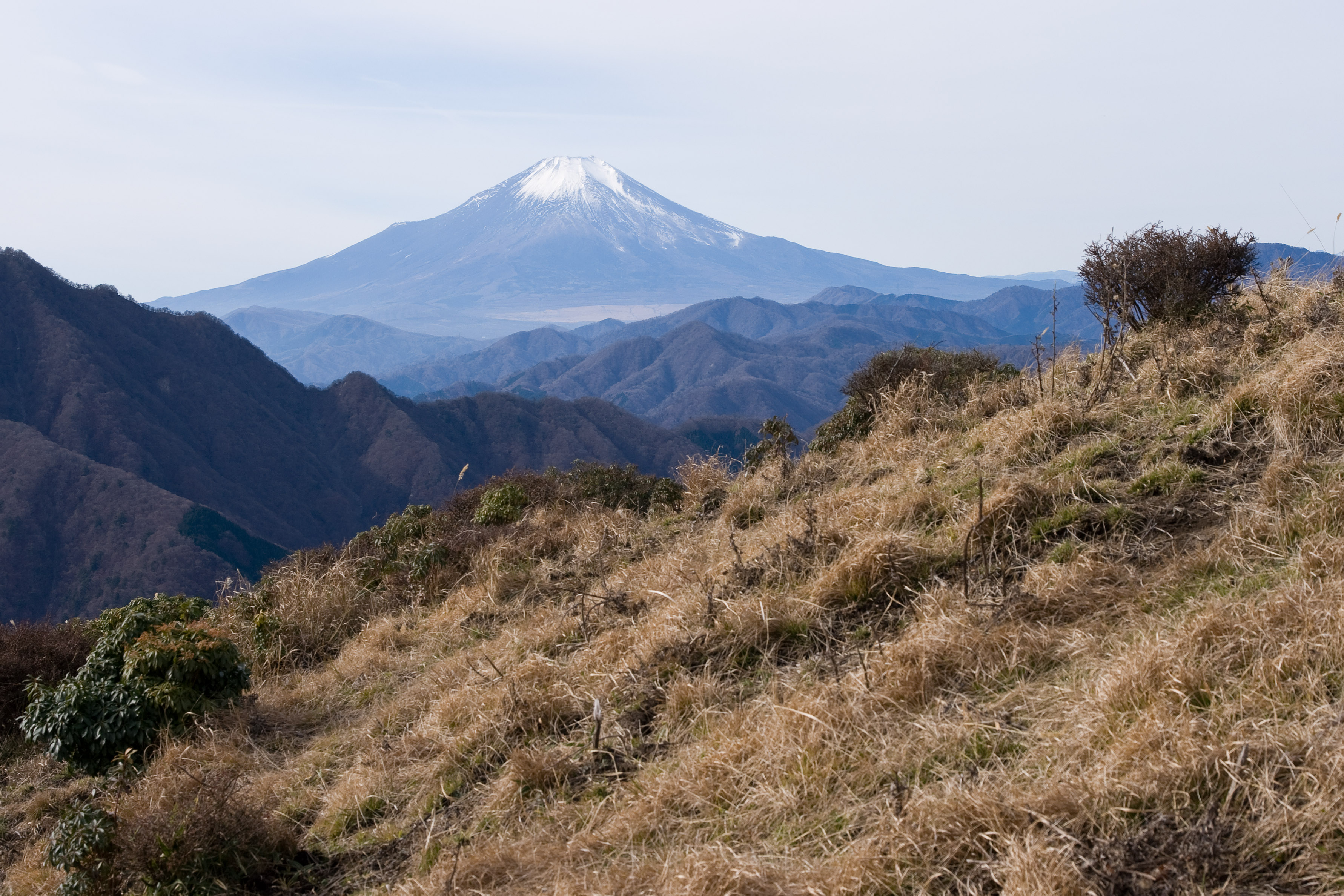
東海自然歩道の最高地点、姫次から望む富士山

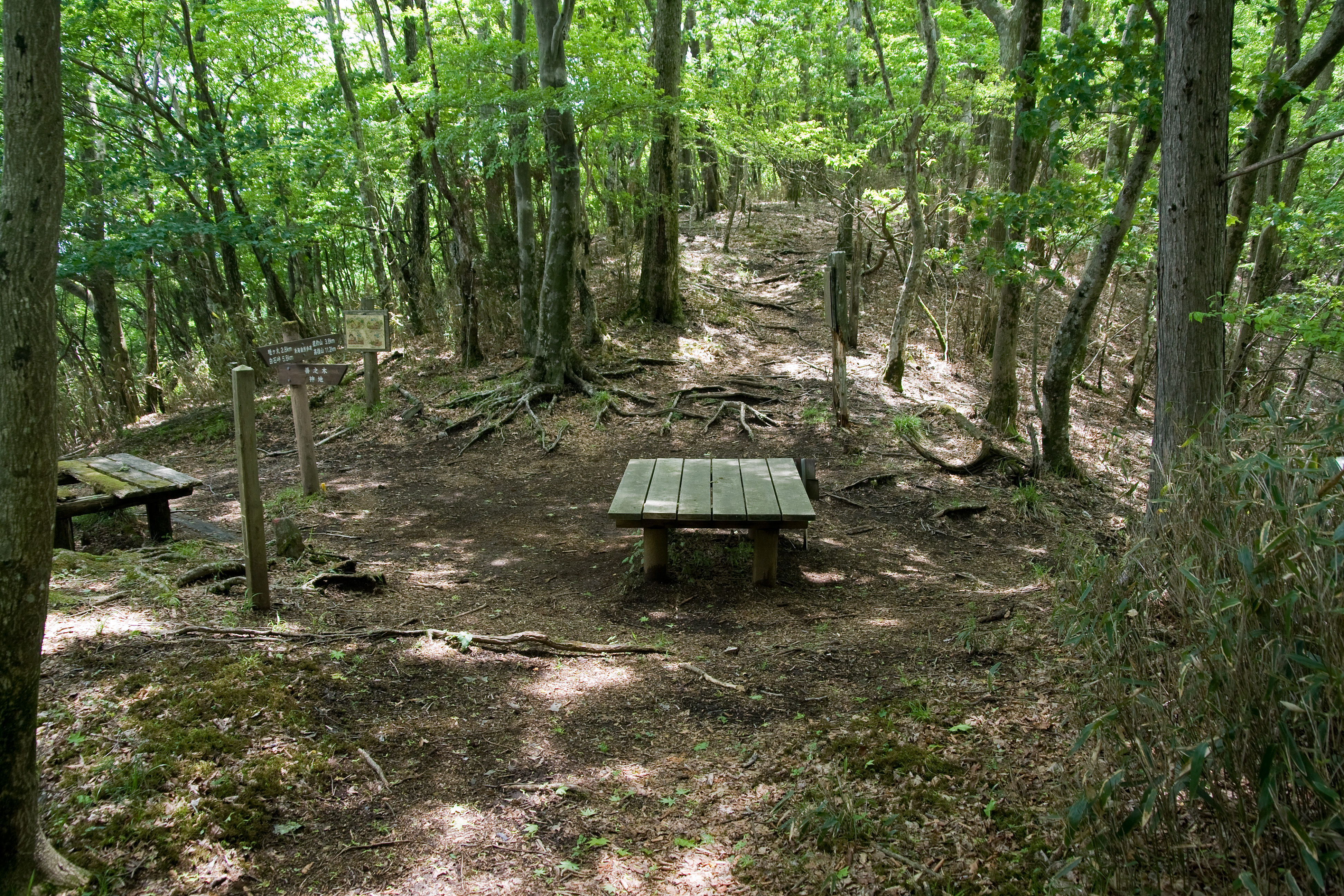
大界木山～中ノ丸間にある城ヶ尾峠

- 姫次（神奈川県相模原市） - 東海自然歩道の最高地点（1,433m）
- 袖平山（神奈川県相模原市）
- 畦ヶ丸山（神奈川県足柄上郡山北町）
- 大界木山（神奈川県足柄上郡山北町）
- 中ノ丸（神奈川県足柄上郡山北町/山梨県南都留郡道志村）
- 菰釣山（神奈川県足柄上郡山北町/山梨県南都留郡道志村）
- 高指山
- 平尾山（山梨県南都留郡山中湖村/忍野村）
- 大平山（山梨県南都留郡山中湖村/忍野村）
- 足和田山（山梨県南都留郡富士河口湖町/鳴沢村）
- 長者ヶ岳（静岡県富士宮市/山梨県南巨摩郡南部町）
- 思親山（山梨県南巨摩郡南部町）
- 竜爪山（静岡県静岡市葵区）
- 大山（静岡県静岡市葵区）
- 高根山（静岡県藤枝市/島田市）
- 大日山（静岡県周智郡森町）
- 秋葉山（静岡県浜松市天竜区）
- 鳳来寺山（愛知県新城市）
- 宇連山（愛知県新城市/北設楽郡設楽町）
- 鞍掛山（愛知県北設楽郡設楽町）
- 岩古谷山（愛知県北設楽郡設楽町）
- 鹿島山（愛知県北設楽郡設楽町）
- 寧比曽岳（愛知県豊田市）
- 猿投山（愛知県豊田市/瀬戸市）
- 岩巣山（愛知県瀬戸市）
- 山星山（愛知県瀬戸市）
- 道樹山（愛知県春日井市/岐阜県多治見市）
- 弥勒山（愛知県春日井市/岐阜県多治見市）
- 継鹿尾山（愛知県犬山市）
- 妙法岳（岐阜県揖斐郡揖斐川町）
- 池田山（岐阜県揖斐郡池田町）

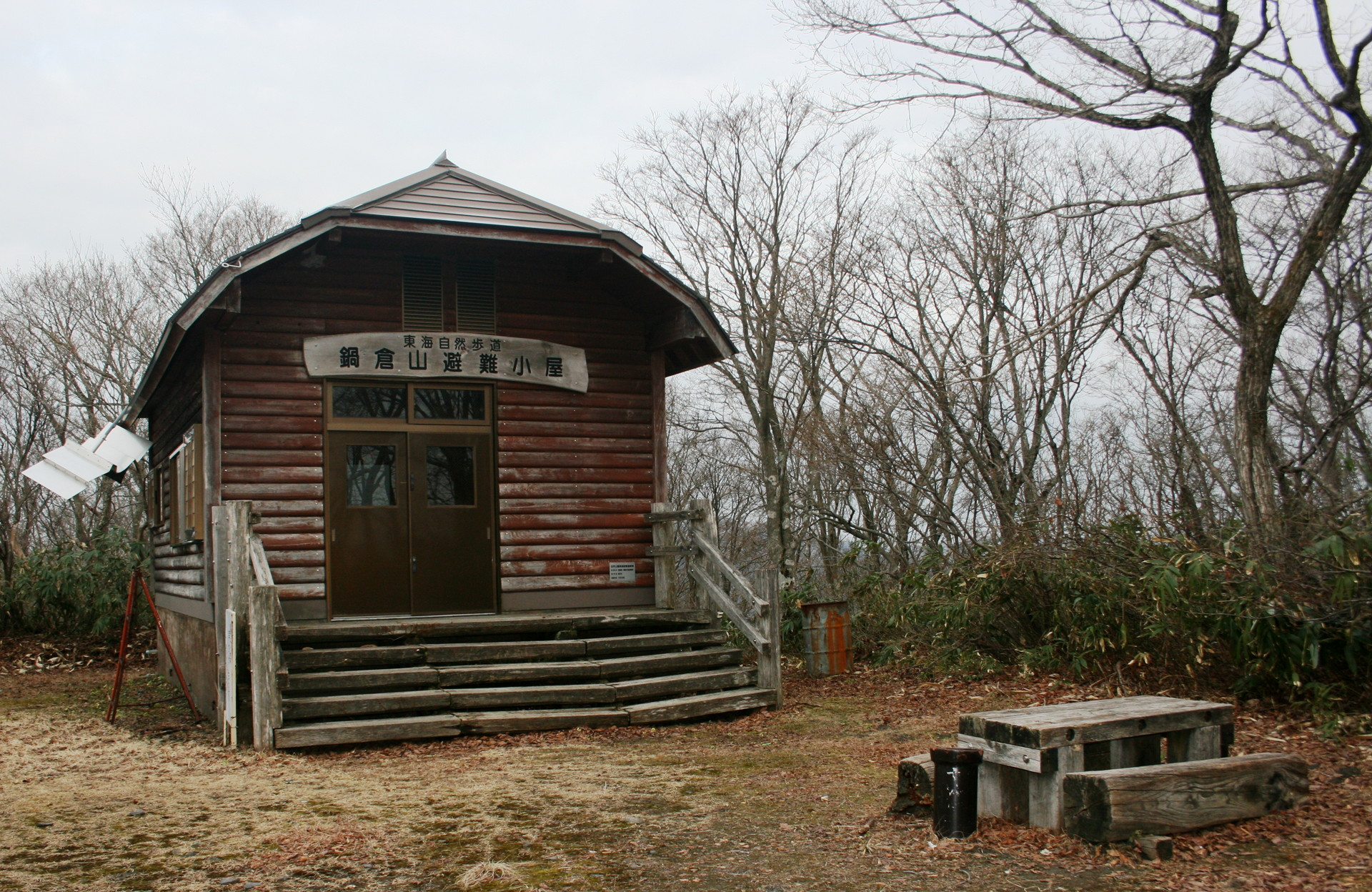
鍋倉山避難小屋

- 鍋倉山（岐阜県揖斐郡揖斐川町） - 鍋倉山避難小屋
- 松尾山（岐阜県不破郡関ケ原町）
- 太神山（滋賀県大津市）
- 音羽山（滋賀県大津市/京都府京都市山科区）
- ポンポン山（京都府京都市西京区/大阪府高槻市）
- 竜王山（大阪府茨木市）

## 関連記事
「1700キロ「東海自然歩道」が完成50年」 - 日本経済新聞2024年3月4日朝刊社会面